# 日本入侵满洲
1931年9月18日，日本关东军发动九一八事变（日本军以侵略为借口开展的假旗行动），随后立即入侵中华民国满洲地区。